# Haliphron atlanticus
El pulpo de siete brazos (Haliphron atlanticus) es una especie de molusco cefalópodo de la familia Alloposidae, la única conocida de su familia y de su género. Es la especie de pulpo más grande conocida con una longitud estimada de hasta 4 m y un peso máximo de 75 kg. Sin embargo, existen disputas por el reporte de ejemplares aún más grandes de la especie Enteroctopus dofleini.

## Descripción

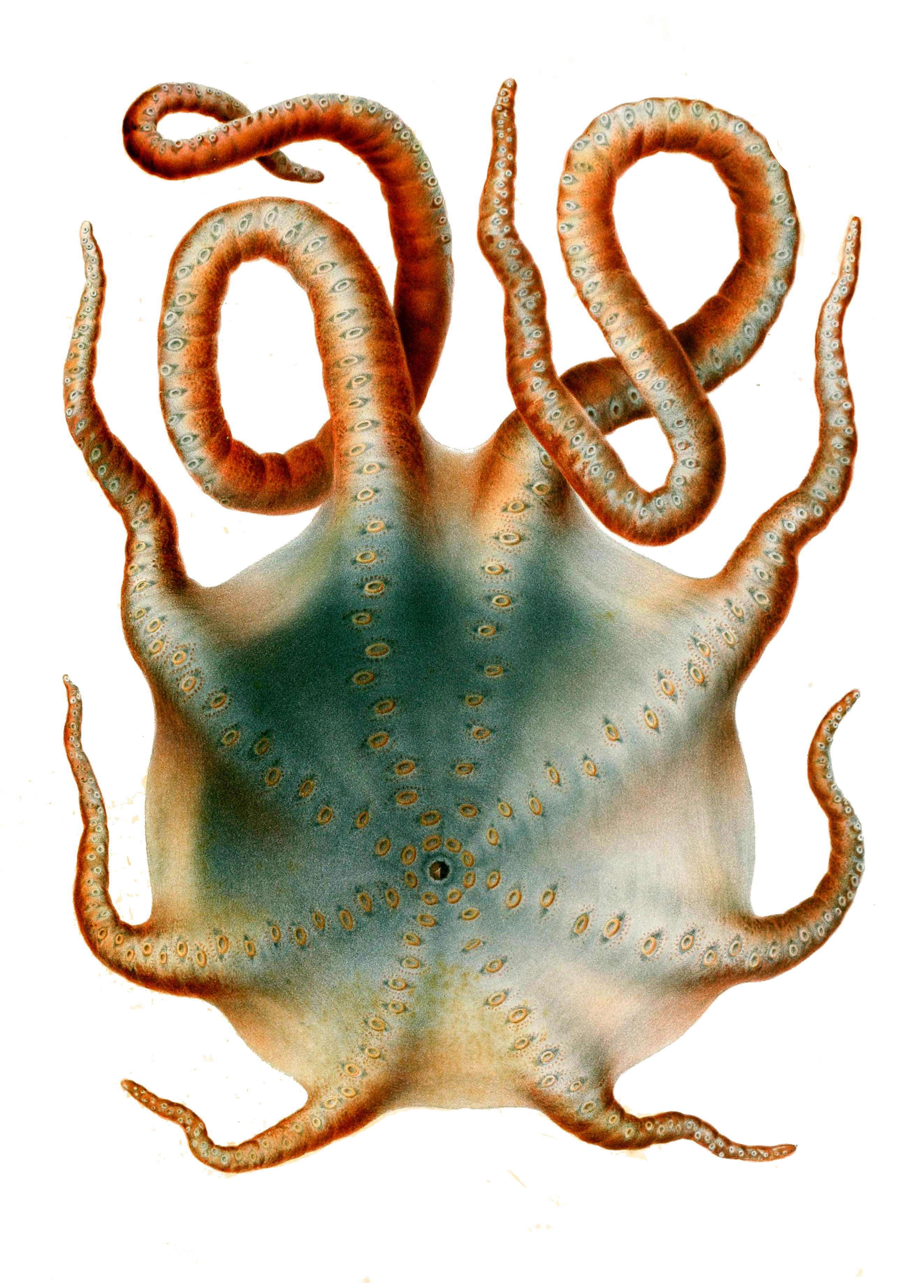
Vista oral

Se denomina pulpo de siete brazos porque en los machos, el hectocotylus (un brazo modificado, usado en la fertilización) está enrollado en una bolsa debajo del ojo derecho. Debido al tejido gelatinoso de esta especie, el brazo es fácilmente pasado por alto dando la apariencia de siete brazos. Sin embargo, como otros pulpos, en realidad tiene ocho.
En 2002, un espécimen de grandes proporciones fue capturado por pescadores mediante pesca de arrastre al este de la Elevación de Chatham, Nueva Zelanda. Este espécimen, el más grande de esta especie y de todos los pulpos, fue validado como el primer récord de Haliphron del Pacífico Sur. Tenía un manto de 0.69 m, una longitud total de 2.90 m, y un pesos de 60 kg, a pesar de que estaba incompleto.
El espécimen tipo de H. atlanticus fue capturado en el océano Atlántico a 38°N 34°W. Fue depositado en el museo de zoología, de la universidad de Copenhague.
Los géneros Alloposina Grimpe, 1922, Alloposus Verrill, 1880 y Heptapus Joubin, 1929 son sinónimos más modernos de Haliphron.